# Rancho San Diego (Kalifornija)
Rancho San Diego je naseljeno područje za statističke svrhe u američkoj saveznoj državi Kalifornija. Prema popisu stanovništva iz 2010. u njemu je živjelo 21.208 stanovnika.